# 榛葉健
榛葉 健（しば たけし、1963年 - ）は毎日放送に所属するテレビディレクター・プロデューサーで、ドキュメンタリー映画監督やラジオパーソナリティとしても活動。
さまざまなスクープを放つ一方、主人公のひたむきな生き方にスポットを当てたヒューマンドキュメンタリーを多数発表し、多くの受賞歴がある。父は、昭和期の記録映画監督として数々の受賞歴がある榛葉豊明。

## 来歴・人物
幼少期は重い喘息に悩まされていて、幼稚園に通っていた時期には、1年の大半を自宅での療養に充てたほどだった。しかし、看護師の経験があった実母が食事などを通じて体質改善をしたところ、小学4年生の頃に喘息の症状が収まったという。本人は後年、このような経験を「ジャーナリズムを志す上での原点」に挙げていて、取材の対象者へ愛情を持ちながら接することを心掛けている。
1987年に早稲田大学社会科学部を卒業後、毎日放送入社。同期に同じく早稲田大学に通っていたテレビディレクターの斉加尚代、アナウンサーの関岡香と三上智恵がいる。毎日放送入社後は報道局の記者として、事件取材、選挙取材などを担当した後、1990年から3年間、社会情報局で関西ローカル放送のソフトドキュメンタリー番組「近畿は美しく」、「おスミつき新発見伝」等を演出。
1993年に報道局に復帰し、同年、日本プロ野球史上最長時間となった阪神タイガース・八木裕選手の幻のホームランの判定を巡り、プロ野球のルールに欠陥がある事をスクープした「誤審の真相」で関西写真記者協会賞のグランプリを獲得。この放送をきっかけに、公認野球規則が改正されることとなった。翌1994年、電話帳広告を使った悪徳商法「錯覚商法」の追及ルポシリーズで、坂田記念ジャーナリズム賞の大賞を受賞。
同時期、JNN系（TBS系）全国ネットの『報道特集』、『筑紫哲也ニュース23』、『情報スペースJ』、『スペースJ』などでドキュメンタリーの特集を多数制作。
1995年1月に地元関西で起きた阪神・淡路大震災については、長期にわたって取材を続け、JNN系全国ネットおよび関西ローカルの震災ドキュメンタリー番組15本を制作。大半は企画兼チーフディレクターとして中心的役割を果たし、1997年に制作した「日本列島の活断層」で高柳記念科学番組賞受賞。震災に巻き込まれた人々の人生を描いたシリーズドキュメント「with…」シリーズの第2作「with…絆は世界へ」（2000年1月放送）で、女性と放送ネットワークin関西の大賞を受賞。通常、放送業界で働く女性を対象とした賞であるにもかかわらず、異例の男性の受賞となった。
同年4月と6月に放送した、震災で全壊した自宅の瓦礫の下から救出された神戸の女子大生・佐野由美のその後の生きざまを追ったドキュメンタリー番組「with…若き女性美術作家の生涯」は、世界の教育番組を表彰する日本賞で特別賞ユニセフ賞を受賞。NHK主催のコンペでありながら、民放番組が受賞するというこれもまた異例のケースとなった。同番組は他にアジアテレビ賞第2位、アジア放送連合審査員推奨、ニューヨーク祭優秀賞に輝いた他、国際エミー賞アジア代表、上海テレビ祭推薦作品にも選ばれた。同作品は、2001年に一部をリメイクして映画化。文部科学省特別選定作品、優秀映画鑑賞会推薦作品に選出された他、ユニセフの推薦も受け、以後各地で長期間の上映活動が続いている。
またアルピニスト（登山家）の野口健を無名の大学生当時から追い続け、世界最高峰チョモランマ（エベレスト）遠征に2度同行取材するなど、野口に関する番組や特集を約30本制作。単なる登頂記録ではなく、登山隊を支援する山岳民族シェルパ族に対する補償問題やエベレストのゴミ放置問題など、社会問題を織り交ぜた山岳ドキュメンタリーを各報道番組で発表。さらに単発番組として、1997年7月｢七大陸最高峰に挑む｣、1998年4月「幻想チョモランマ」、1999年6月に「情熱大陸」でも野口健のドキュメントを放送した。冒険関係では植村直己や舟津圭三、山崎哲秀らのドキュメンタリーも制作している。
その一方で、プロ野球の星野仙一の生きざまを、少年時代から阪神タイガースリーグ優勝まで徹底取材した「勇退〜星野仙一・激闘の半生」（2003年11月）や、「人間・星野仙一〜もう一度ユニホームを!」（2004年3月）、仰木彬没後1週間で緊急制作した追悼番組「人間・仰木彬〜最期の120日間」（2005年12月）、50年ぶりのプロ野球球団の統合を内側から密着取材した「緊急特番球団統合〜独占取材!オリックス・バファローズ発足の舞台裏!!」（2004年11月）など、野球をはじめとするスポーツドキュメンタリーも多数制作。当時平日の夕方に放送されていた『VOICE』（関西ローカル向けの報道番組）では、「阪神の星★」という人気コーナーのプロデューサーも務めた。このような野球関連のドキュメンタリーでは、試合のアーカイブ映像を活用する際に読唇術を駆使。監督・選手・審判による試合中の会話を字幕で示しながら、その選手たちの知られざる側面を浮き上がらせることによって、「人間の内面に迫る独創的なドキュメンタリー」としても高く評価されていた。
また、『VOICE』のプロデューサー時代には、シール・エミコ（癌を克服した後に18年がかりで地球一周の旅を続ける奈良県のサイクリスト）への密着取材を世界各地で10年間にわたって継続。その取材の成果をまとめた「いのちのペダル」シリーズは、2007年末までに『筑紫哲也ニュース23』（TBSテレビ制作の全国ニュース）と『VOICE』で10回にわたって放送された。関西ローカルでは2時間の長編ドキュメンタリーとして放送した報道特別番組「LIFE∞いのちのペダル」（2006年5月）と、続編の「LIFE∞いのちのペダルII〜チョモランマの彼方へ」（2007年12月）の2回放送し、今後もシリーズ放送が予定されている。
2008年、在籍22年目で初めてMBSラジオ報道番組のプロデューサーに転身。硬派なドキュメンタリー番組「特集1179」のプロデューサーを務めたほか、別途プロデュースし文化庁芸術祭に出品した単発ドキュメンタリー番組「獄中13年」（取材：坪井兵輔）がギャラクシー賞ラジオ部門優秀賞、アジア放送連合賞受賞。
また、東日本大震災発災（2011年3月11日）の直後からは、個人の立場で被災地域へ通い続けている。発災から2年間は、被災者に対する傾聴ボランティアの活動に参加。その一方で、宮城県内の被災地域（南三陸町や気仙沼市）で出逢った人々の心情を1台のビデオカメラで2年間撮影し、「うたごころ」というドキュメンタリー映画を制作した。この作品は《2011年版》と《2012年版》で構成されていて、いずれも日本内外の映画館で上映されている。2015年から翌年にかけてプロデュースを手掛けたドキュメンタリー映画「被ばく牛と生きる」（福島第一原子力発電所事故で被ばくした牛たちを飼い続ける福島県の農家の5年間の記録）を2017年に公開し、国内外のジャーナリズム賞や映画賞を受賞している。
さらに、2017年まで毎年大阪で開催されていたヒューマンドキュメンタリー映画祭＜阿倍野＞の運営にもボランティアで参加。ドキュメンタリー作品に対する社会的な認知を高めたり、若手ドキュメンタリストの育成に力を注いだりしている。
その一方で、MBSラジオでは2021年から、「毎日放送プロデューサー」という肩書で『関宏美のラジオベジタ～あなたと野菜と音楽と～』（野菜ソムリエ日本一（2018年）・関宏美の冠番組でテレビ番組『dai-docoro☆ベジタ!』からのスピンオフ番組）のパーソナリティを担当。6月28日の『マンデースペシャル2』内で放送されたパイロット版にとどまらず、10月2日から放送のレギュラー版（毎週土曜日の7:30 - 8:00に放送）にも出演している。2022年には、『PEACE with Love』（毎週土曜日の13:50 - 14:20に放送される収録番組）を立ち上げたうえで、第1回（12月3日放送分）から最終回（2023年3月25日放送分）まで「発起人」という肩書でパーソナリティを担当。ドキュメンタリー番組の撮影や報道記者としての取材で出会った人々のエピソードを、「愛と平和の物語」として毎回披露していた。ちなみに、最終回で放送された「愛と平和の物語」では、前述した幼少期を含めた自身の半生について語っている。